# ريتشارد كيم
ريتشارد كيم (بالإنجليزية: Richard Kim)‏ هو لاعب كاراتيه أمريكي، ولد في 17 نوفمبر 1917 في هونولولو في الولايات المتحدة، وتوفي في 8 نوفمبر 2001.